# Al-Dschuzdschani
Abu Ubaid Abd al-Wahid ibn Muhammad al-Dschuzdschani (kurz gemäß DMG: Abū ʿUbaid al-Ǧuzǧānī), auch Obeid-e Djusyani, kurz al-Dschusadschani und weitere Varianten (geboren um 980; gestorben nach 1037, latinisiert Sorsanus, bei Zedler Arsanus; Ansetzungsform GND: ʿAbd-al-Wāḥid Ǧuzǧānī) war ein persischer Arzt, Astronom sowie Mathematiker und sowohl Schüler als auch Biograph Avicennas.

## Leben
Al-Dschuzdschani („der aus Dschuzdschan“) stammte aus dem ostpersischen Dschuzdschan (latinisiert Sorzanum) im heutigen Afghanistan, hörte dort von dem „Meister Avicenna“, kam aus unbekanntem Grund nach Gorgan am Kaspischen Meer, wo er den Meister traf und Schüler Avicennas wurde. Diesen begleitete er nach Rey, Hamadan und schließlich nach Isfahan, wo er etwa 25 Jahre bis zu dessen Tod für ihn und mit ihm arbeitete. Seine Biographie Avicennas, die angeblich an eine autobiographische Schrift Avicennas anknüpft und diese weiterführt, ist bis heute die wichtigste Quelle über das Leben Avicennas.
Kurze, nur wenige Zeilen umfassende biographische Angaben auf der Grundlage dieser legendenhaften Biographie kursierten in den lateinischen Avicenna-Ausgaben seit dem Anfang des 16. Jahrhunderts. Als sich dann im Nachlass von Andrea Alpago eine umfangreiche arabische Handschrift des Textes fand, ließ der Arzt Niccolò Massa sie von einem für venezianische Kaufleute tätigen, offenbar getauften arabischen Dolmetscher namens Marcus Fadella ins Italienische („vulgari sermone“) übersetzen und fertigte nach dieser Vorlage eine eigene lateinische Übersetzung, die als Vita (ipsius) Avicennae ex Sorsano Arabe ejus discipulo seit der großen Avicenna-Ausgabe von Benedictus Rinius (1556) regelmäßig den lateinischen Ausgaben von Avicennas Canon medicinae beigefügt wurde.
Als Herausgeber von Avicennas Buch der Genesung hatte er dazu das Vorwort verfasst, worin er weitere biographische Angaben zu seinem Lehrer macht.

## Rezeption
Noah Gordon hat in seinem Roman Der Medicus al-Dschuzdschanis Wirken an der Seite seines großen Lehrmeisters Ibn Sīnā (Avicenna) beschrieben. Gilbert Sinoué erzählte 1989 in seinem Roman Die Straße nach Isfahan das Leben des Ibn Sina basierend auf den Schriften seines Schülers al-Juzjanis.

## Übersetzungen
englisch:
- Soheil M. Afnan (Hrsg.): Avicenna: his life and works. Allen & Unwin, London 1958.
- William E. Gohlman (Hrsg.): The life of Ibn Sina: a critical edition and annotated translation. State University of New York Press, Albany 1974, ISBN 0-87395-226-X.

lateinisch:
- Principis Avicennae vita ex Sorsano Arabe eius discipulo a Nicolao Massa, Philosopho et Medico, Latinitate donata. […]. In: Konrad Goehl: Die Vita Avicennae des Sorsanus oder al-Dschusadschani, lateinisch und deutsch. In: Konrad Goehl, Johannes Gottfried Mayer (Hrsg.): Editionen und Studien zur lateinischen und deutschen Fachprosa des Mittelalters: Festgabe für Gundolf Keil. Königshausen & Neumann, Würzburg 2000 (= Texte und Wissen. Band 3), ISBN 3-8260-1851-6, S. 317–338, hier: S. 320–327.

deutsch:
- Paul Kraus: Eine arabische Biographie Avicennas. In: Klinische Wochenschrift. Band 11, 1932, S. 1880–1884 (Deutsche Übersetzung von Avicennas Autobiographie und ihrer Fortsetzung durch al-Dschuzdschani). Auch in: Medizinisches Journal. Band 1, 1966, S. 261–274.
- Konrad Goehl: Des großen Avicenna, des Fürsten aller Wissenschaften, Lebenslauf, nach der Erzählung seines Schülers, des Arabers Sorsanus, von Nicolaus Massa, Philosophen Arzt, in lateinischer Sprache gefaßt. An Seine Exzellenz Thomas Cademustus Laudensis, den vortrefflichen Arzt des Papstes Paul III. In: Konrad Goehl: Die Vita Avicennae des Sorsanus oder al-Dschusadschani, lateinisch und deutsch. In: Konrad Goehl, Johannes Gottfried Mayer (Hrsg.): Editionen und Studien zur lateinischen und deutschen Fachprosa des Mittelalters: Festgabe für Gundolf Keil. Königshausen & Neumann, Würzburg 2000 (= Texte und Wissen. Band 3), ISBN 3-8260-1851-6, S. 317–338, hier: S. 327–337.

spanisch:
- Miguel Cruz Hernández (Hrsg.): La vida de Avicena como introducción a su pensamiento. Anthema, Salamanca 1997, ISBN 84-922437-2-4.